# 대구수성소방서
대구수성소방서(大邱壽城消防署, Daegu Suseong Fire station)는 대구광역시 수성구 전지역과 달성군 가창면을 관할하는 대구광역시 소방안전본부 산하의 소방서이다.
소방서장은 소방정으로 보한다.

## 조직
| - 소방행정과 - 행정안전팀 - 예산장비팀 | - 예방안전과 - 예방홍보팀 - 시설지도팀 | - 대응구조과 - 대응관리팀 - 구조구급팀 - 지휘조사팀 |

## 관할센터 및 관할구역
대구수성소방서는 7개의 119안전센터와 1개의 구조대를 산하에 두고 있다.
| 명칭                     | 사진 | 주소                   | 관할구역                                                | 지역대        |
| ------------------------ | ---- | ---------------------- | ------------------------------------------------------- | ------------- |
| 범물119안전센터          |      | 수성구 성호로 87       | 수성구 범물1·2동, 삼덕동, 두산동, 지산2동, 지산1동 일부 |               |
| 만촌119안전센터          |      | 수성구 달구벌대로 2658 | 수성구 범어4동, 만촌3동, 이천동, 연호동, 고모동         |               |
| 황금119안전센터          |      | 수성구 동대구로12길 41 | 수성구 황금1·2동, 중동, 지산 1동 일부                   |               |
| 상동119안전센터          |      | 수성구 파동로51길 5    | 수성구 상동, 파동, 달성군 가창면                        | 가창119지역대 |
| 수성119안전센터          |      | 수성구 들안로60길 30   | 수성구 수성1·2·3·4가동, 범어1·3동                       |               |
| 무열로119안전센터        |      | 수성구 무열로 139      | 수성구 만촌1·2동, 범어2동                               |               |
| 고산119안전센터          |      | 수성구 고산로 105      | 수성구 고산1·2·3동                                      |               |
| 대구수성소방서 119구조대 |      | 수성구 지범로 151      | 대구광역시 수성구 전지역 , 달성군 가창면                |               |

## 같이 보기
- 대한민국 소방청
- 대한민국의 소방
- 소방관 계급